# Mniarogekko
Genre
Mniarogekko est un genre de gecko de la famille des Diplodactylidae.

## Répartition
Les espèces de ce genre sont endémiques de Nouvelle-Calédonie.

## Liste des espèces
Selon The Reptile Database (7 janvier 2013) :
- Mniarogekko chahoua (Bavay, 1869)
- Mniarogekko jalu Bauer, Whitaker, Sadlier & Jackman, 2012

## Publication originale
- (en) Bauer, Jackman, Sadlier & Whitaker, 2012 : Revision of the giant geckos of New Caledonia (Reptilia: Diplodactylidae: Rhacodactylus). Zootaxa, n. 3404, p. 1–52.